# 1999 (SOPHIAのアルバム)
『1999』（いちきゅうきゅうきゅう）は、日本のロックバンド、SOPHIAのライブ・アルバム。

## 概要
- 1999年8月28日の昭和記念公園でのライブ音源を収録。CD+VTRのセットとなっており、VTRには公演『獅子に翼』のライヴ＆ドキュメント映像『Document movie of Sophia in 1999』を収録。限定生産品[2]。

## 収録曲
1. ゴキゲン鳥 〜crawler is crazy〜
2. KURU KURU
3. 君と揺れていたい
4. Eternal Flame
5. ビューティフル
6. little cloud
7. Place〜
8. material of flower
9. 黒いブーツ 〜oh my friend〜
10. 街
11. Believe
12. 大切なもの